# Dojrzałość konsumpcyjna
Dojrzałość konsumpcyjna owoców – stan fizjologicznego rozwoju owoców, w którym są one najsmaczniejsze, przyjmują najbardziej atrakcyjny wygląd i zapach. Ta ostatnia cecha jest związana z ponownym wzrostem i osiągnięciem maksimum oddychania, czy też maksimum klimakterycznego. Pozostałe cechy związane są na ogół z zanikiem zielonego barwnika chlorofilu oraz wytworzeniem się lub uwidocznieniem innych barwników, jak karoteny, ksantofile, antocyjany. U większości owoców w okresie dojrzałości konsumpcyjnej zawartość cukrów prostych osiąga maksimum, zawartość kwasów zaczyna spadać, a miąższ uległ rozluźnieniu na skutek częściowego rozkładu blaszki środkowej spajającej komórki (np. u jabłek).
Dojrzałość konsumpcyjna może pokrywać się w czasie z dojrzałością zbiorczą, lecz na ogół ma ona miejsce kilka dni a czasem nawet kilka miesięcy  później.